# The Outer Gate
The Outer Gate è un film statunitense del 1937, diretto da Raymond Cannon, con Ralph Morgan. 

## Trama
Bob Terry è un giovane ed intraprendente dipendente della ditta di cui il moralmente integerrimo, ed un tantino rigido John Borden è uno dei consiglieri d’amministrazione, ed è in rapporti più che amicali con sua figlia Lois.
Quando si verifica un ammanco di denaro presso l’azienda, e tutte le evidenze sono a sfavore di Bob, John non può fare a meno di accusarlo come colpevole, e a Bob viene di conseguenza comminata una pena detentiva, per quanto innocente.
Quando, qualche anno dopo, si scopre il reale responsabile della sottrazione di fondi, Bob viene scagionato, ma il tempo trascorso tristemente in carcere, e la comunanza col compagno di cella Todd lo hanno indotto, una volta liberato, a cercare una maniera di vendicarsi di John, peraltro profondamente affranto per averlo ingiustamente fatto arrestare.
John viene quindi a sua volta accusato di aver stornato dei titoli finanziari di proprietà della ditta, e, per quanto egli sappia che tali valori gli sono stati sottratti tramite un furto cui non è estraneo Bob, decide di tacere, e, accettando il contrappasso, di lasciarsi condannare.
Sarà l’intervento di Lois e dello stesso Todd a convincere Bob della necessità di sottrarsi alla spirale della vendetta: Bob riesce a produrre in tribunale i titoli finanziari mancanti e gli autori del furto, scagionando in tal modo John. 